# Vodne, Mîhailivka
Vodne (în ucraineană Водне, în germană Wasserau) este un sat în comuna Vîsoke din raionul Mîhailivka, regiunea Zaporijjea, Ucraina. Satul a fost locuit de germanii pontici.  

## Demografie
Componența lingvistică a localității Vodne
     Ucraineană (83,96%)
     Rusă (15,09%)
     Alte limbi (0,95%)
Conform recensământului din 2001, majoritatea populației localității Vodne era vorbitoare de ucraineană (83,96%), existând în minoritate și vorbitori de rusă (15,09%).